# Josef Bönisch

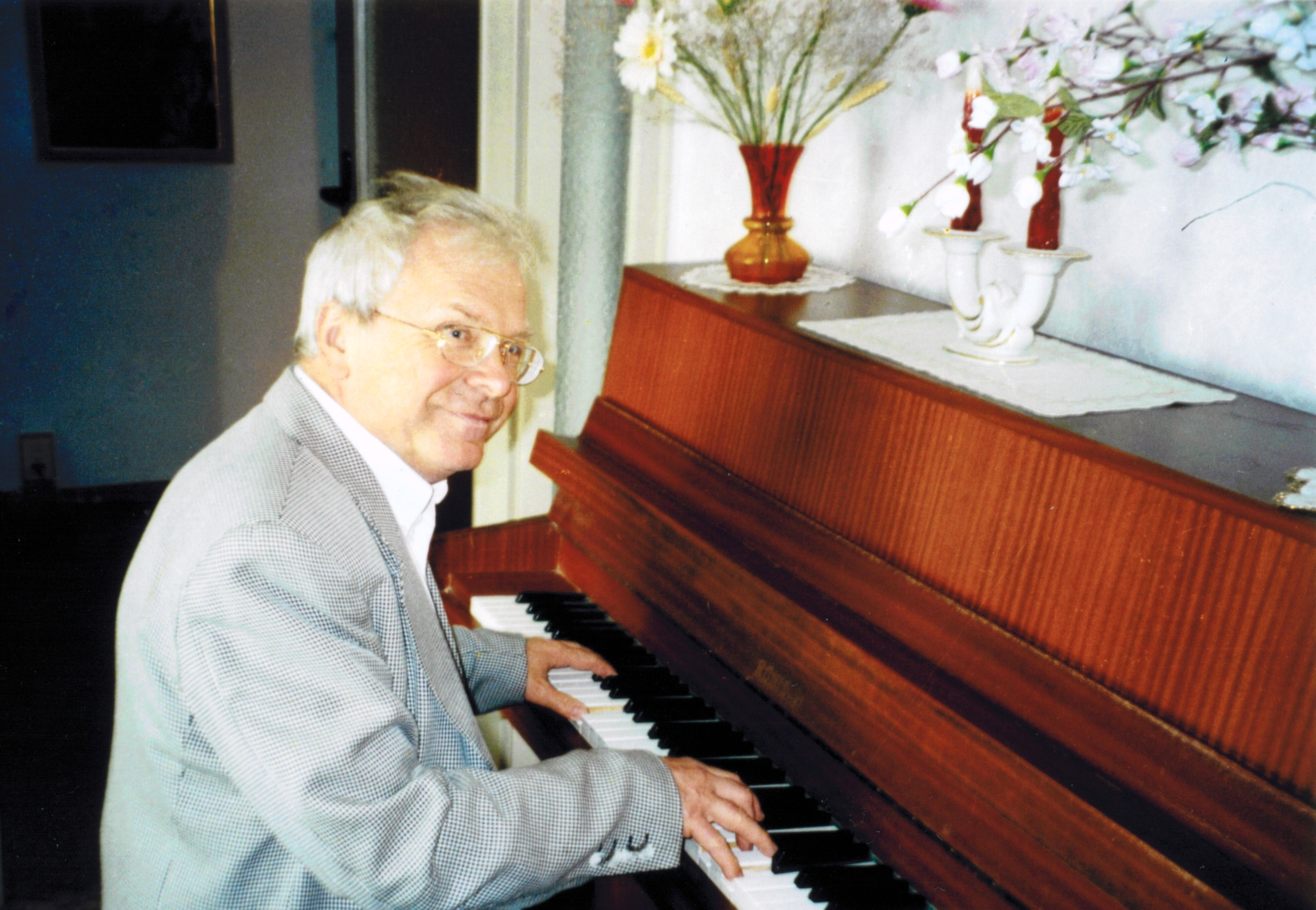
Josef Bönisch beim Komponieren

Josef Bönisch (* 9. August 1935 in Saubernitz; † 24. April 2025 in Halle (Saale)) war ein deutscher Komponist, Arrangeur und Musikpädagoge.
Josef Bönisch absolvierte ein Studium am Konservatorium Weimar und an der Hochschule für Musik Leipzig. Er war als Flötist in mehreren staatlichen Orchestern tätig und leitete daneben verschiedene Musiziergruppen.
Ab 1976 war Bönisch Lehrer für Quer- und Blockflöte sowie Kammermusik am Konservatorium der Händelstadt Halle. Es entstanden zahlreiche Werke für Bläserkammermusik, außerdem schrieb Bönisch eine große Anzahl von Kompositionen für Blasorchester. Verschiedene Kompositionen wurden veröffentlicht und auch für den Rundfunk produziert.
Mehrere Kompositionen wurden als Pflichtstücke für Wettbewerbe nominiert, zum Beispiel: Barock Impressionen, Festmusik, Heiteres Vorspiel, Indianergeschichten, Festival Pictures.
Für seine künstlerische Tätigkeit erhielt er unter anderem die Pestalozzi-Medaille in Silber und die Ehrennadel für Verdienste im künstlerischen Volksschaffen, außerdem den Sudetendeutschen Kulturpreis 1999, den Kompositionspreis „Blasmusik 2000“ des Musikbundes von Ober- und Niederbayern und 2006 den Kompositionspreis für Anfänger-Literatur.
Josef Bönisch lebte und wirkte in der Händelstadt Halle (Saale), wo er im Alter von 89 Jahren am 24. April 2025 verstarb. Die Beisetzung fand am 19. Mai 2025 im engsten Kreis von Familie und Freunden auf dem Stadtgottesacker statt.